# Bayenthalgürtel 15

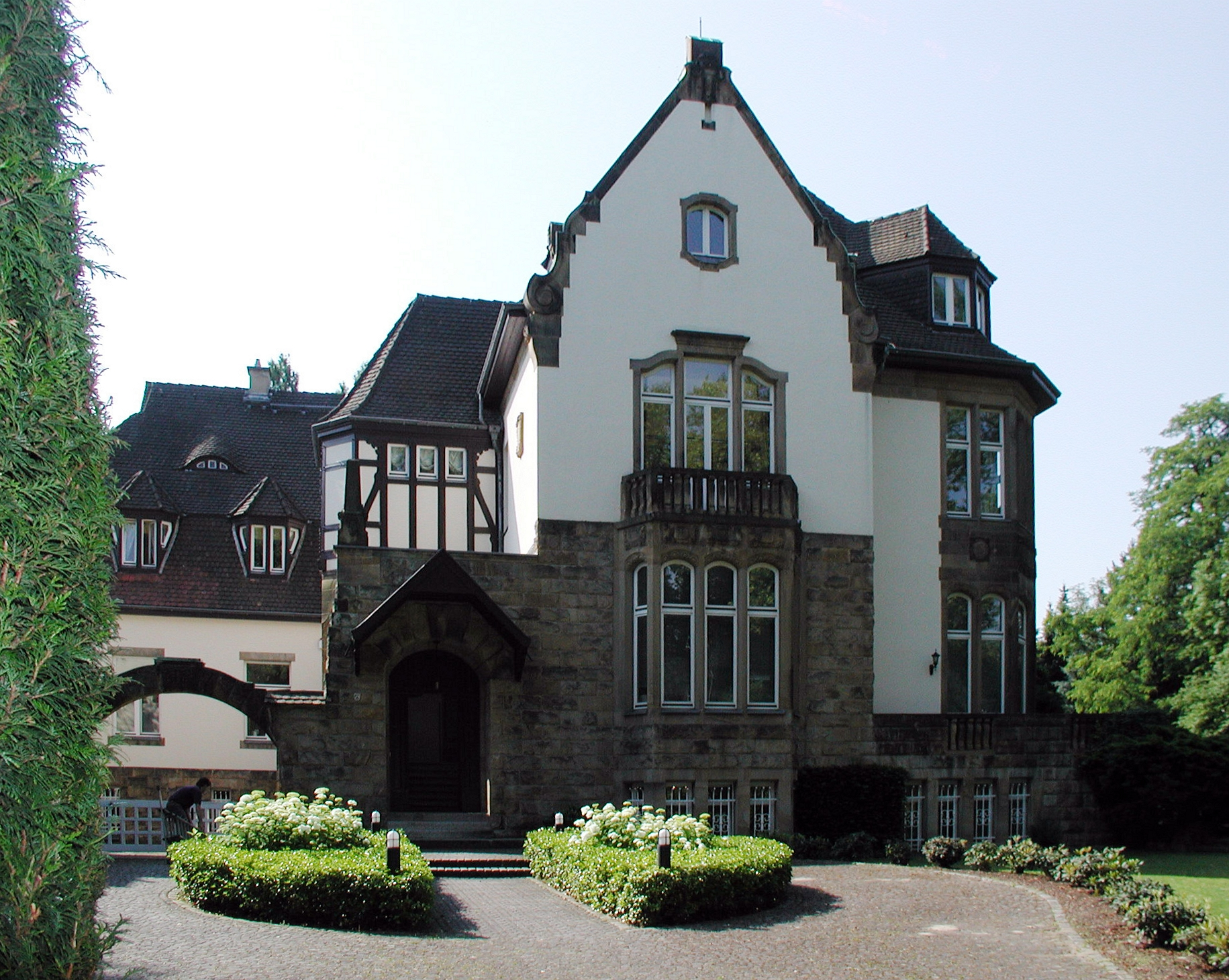
Villa Bayenthalgürtel 15, Ansicht der Nordseite vom Bayenthalgürtel (2008)

Das Gebäude Bayenthalgürtel 15 (auch Haus Schröder) ist eine Villa im Kölner Stadtteil Marienburg, die 1906/07 errichtet wurde und zur Villenkolonie Köln-Marienburg gehört. Sie steht als Baudenkmal unter Denkmalschutz.

## Lage
Die Villa liegt an der Südseite des Bayenthalgürtels (Kreisstraße 12) Ecke Unter den Ulmen an der nördlichen Grenze zum Stadtteil Bayenthal, schräg gegenüber der Villa Unter den Ulmen 96. Das Rheinufer ist etwa 370 Meter in östlicher Richtung entfernt.

## Geschichte

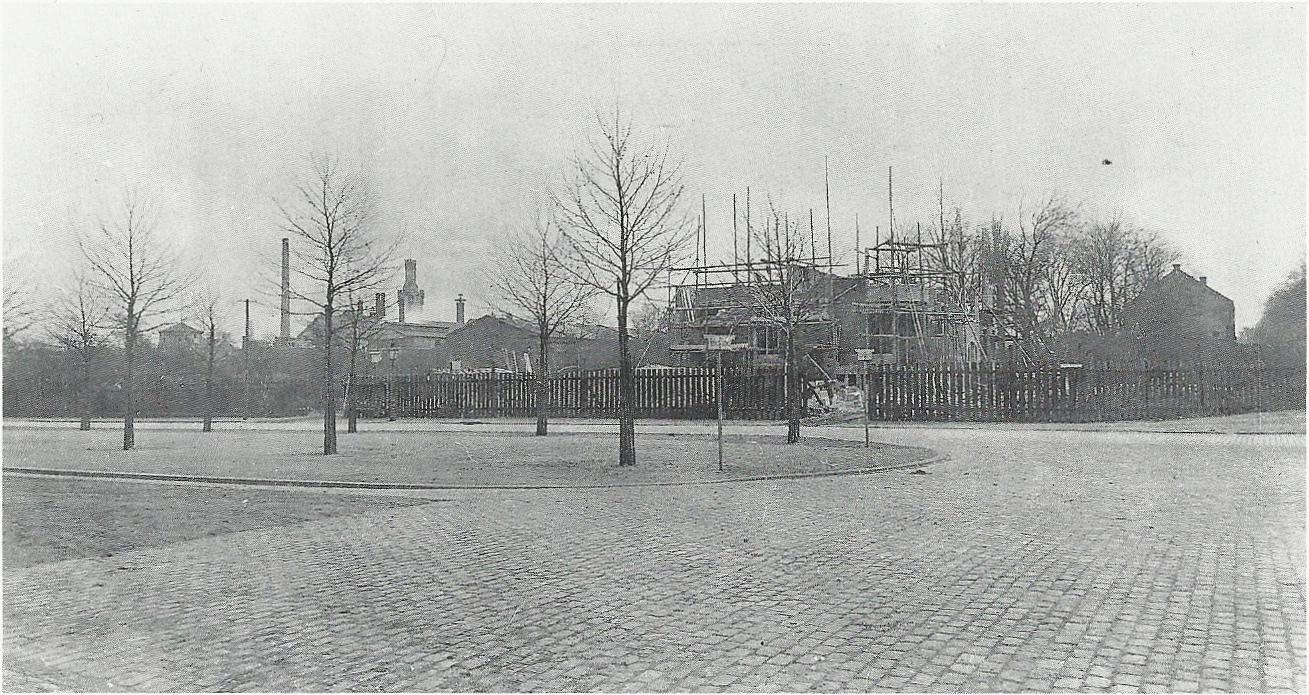
Villa während der Bauphase (1907)

Die Villa entstand 1906/07 für den Bauherrn Heinrich Schröder, Direktor des A. Schaaffhausen’schen Bankvereins, nach einem Entwurf des Architekten Eugen Fabricius in einer Bauzeit von etwa eineinhalb Jahren. Fabricius und Schröder waren verwandtschaftlich miteinander verbunden. 1937 erfolgten unter Leitung des Architekten Willy Balsam die ersten baulichen Veränderungen: die Schließung der Loggia im Obergeschoss, eine Umgestaltung des Polygonalerkers sowie die Entfernung der dortigen Pergola. In den 1930er-Jahren wurde ein Teil des Grundstücks, bis dahin etwa 110 m lang und 60 m breit, ausparzelliert.
Nach Kriegsende wohnte Carl Jacob Burckhardt hier bei seinem Besuch in Köln und setzte dem Gebäude in seinem Briefwechsel ein literarisches Denkmal. Spätestens 1952 wurde die Villa Sitz der Kanzlei der diplomatischen Mission der Schweizerischen Eidgenossenschaft in der Bundesrepublik Deutschland am Regierungssitz Bonn, die zuvor in der nun als Residenz dienenden Villa Goethestraße 66 (ebenfalls Marienburg) beheimatet war. Die Mission hatte zunächst den Status einer Gesandtschaft, ab 1957 den einer Botschaft. Die Schweiz war auch Eigentümerin des Kanzleigebäudes. 1977 zog die Botschaft vom Bayenthalgürtel 15 nach Bonn um, das bisherige Kanzleigebäude wurde verkauft (→ Botschaft der Schweiz (Bonn)). Anschließend plante der neue Eigentümer der Immobilie den Abriss der Villa, was nach einer öffentlich ausgetragenen Diskussion verhindert werden konnte. Von 1981 bis 1984 erfolgte im Rahmen einer Sanierung unter Erhalt der Hauptwohnräume eine Aufteilung der Villa in Wohnungen. 2013 war außerdem ein Weinvertrieb, eine Werbeagentur, eine digitale Beratungsfirma.
Die Eintragung der Villa in die Denkmalliste der Stadt Köln erfolgte am 30. Juni 1981.

## Architektur
Die Villa besteht in ihrer ursprünglichen Funktionsgliederung aus einem Hauptgebäude mit dem herrschaftlichen Wohnbereich und einem winkelförmig angefügten Wirtschaftstrakt sowie einem freistehenden Garagen- und Chauffeurshaus, zu dem ein Tor straßenseitig als Abschluss des Innenhofs eine Überleitung schafft. Stilistisch vereint sie mit ihren zahlreichen Risaliten, Giebeln, Erkern und Veranden sowie einer Vielfalt von Baumaterialien (Ruhrsandstein, Pfälzer Sandstein, Fachwerk, Terranova-Putz) Elemente der (deutschen) Renaissance, des späten Jugendstils und des englischen Landhausstils. Baupolizeiliche Auflagen sowie die Geländebeschaffenheit hatten zu einer kompakten Gestaltung der Villa geführt. Als zentraler Wohnraum diente eine bis heute erhaltene große Halle (Diele), die ein hölzernes Treppenhaus beinhaltet.
Die ursprüngliche Gartenanlage war dreiteilig: Sie bestand aus einem zum Teil barock gestalteten englischen Landschaftsgarten – abgeschlossen durch ein Pavillon –, einem Rosengarten – an der Straßenecke ausgestattet mit einem steinernen Pavillon – sowie einem Gemüsegarten.

„Bei näherer Betrachtung entdeckt man die geschickte, für die damalige Zeit noch recht seltene Umsetzung des als fortschrittlich erachteten englischen Landhauses in eine »historisch deutsche«, und nicht wie sonst üblich »historisch englische« Architektur.“